# Microcosmus anomalocarpus
Microcosmus anomalocarpus is een zakpijpensoort uit de familie van de Pyuridae. De wetenschappelijke naam van de soort is voor het eerst geldig gepubliceerd in 1988 door Millar.